# دوايت ماي
دوايت ماي (بالإنجليزية: Dwight May) هو محامي وضابط وسياسي أمريكي، ولد في 8 سبتمبر 1822، وتوفي في 28 يناير 1880. حزبياً، نشط في الحزب الجمهوري.